# Matthew Stephens
Pour les articles homonymes, voir Stephens.
Matthew Stephens, né le 1er avril 1970 à Londres, est un coureur cycliste britannique.

## Biographie
Depuis 2013, Matthew Stephens est animateur pour la chaîne YouTube GCN (Global Cycling Network) aux côtés de Daniel Lloyd et de Simon Richardson. Il est également consultant vélo pour la télévision britannique.

## Palmarès
- 1987
  - Tour du Pays de Galles juniors
- 1988
  - Tour du Pays de Galles juniors
- 1989
  - Classement général du Tour de Hesse
  - 3e du Manx Trophy
- 1991
  - Manche-Océan
- 1995
  - Tom Simpson Memorial Grand Prix
  - 3e de l'An Post Rás
  - 7e du championnat du monde sur route amateurs
- 1997
  - 3e du championnat de Grande-Bretagne sur route
- 1998
  -  Champion de Grande-Bretagne sur route
  - 3e du Tour de Grèce
  - 3e du Manx Trophy
- 1999
  - Tom Simpson Memorial Grand Prix
  - 3e du Manx Trophy
- 2001
  - Manx Trophy
  - 3e du Lincoln Grand Prix
- 2005
  - 3e de la Rutland-Melton International Cicle Classic
- 2006
  - 3e du Ryedale Grand Prix
- 2007
  - 3e du Ryedale Grand Prix

## Résultat sur le Tour d'Italie
1 participation 
- 2000 : abandon (16e étape)

## Classements mondiaux
| Année           | 2005 | 2006 | 2007 | 2008 | 2009  |
| --------------- | ---- | ---- | ---- | ---- | ----- |
| UCI Europe Tour | 746e |      |      | 812e | 1030e |